# Noveloa
Noveloa es un género de plantas acuáticas con flores de la familia Podostemaceae. Las especies del género se distribuyen por el norte y el oeste de México en áreas tropicales estacionalmente secas, y las plantas se encuentran en ríos poco profundos, claros y de corriente rápida.

## Taxonomía
Noveloa fue descrita formalmente en 2011 por C. Thomas Philbrick, y recibió su nombre en honor a Alejandro Novelo Retana, un destacado investigador de angiospermas acuáticas. Se separó del género Oserya y está compuesto por dos especies centroamericanas: Noveloa coulteriana y Noveloa longiflora.

### Especies
Noveloa coulteriana fue descrita originalmente como Oserya coulteriana en 1849 por Edmond Tulasne y es la especie tipo del género. Noveloa longiflora fue descrita originalmente como Oserya longiflora en 1995 por Philbrick y Retana.

## Descripción

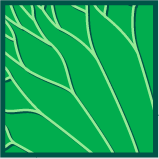
Las venas de las hojas de Noveloa son dicotómicas.

Noveloa comparte la mayoría de sus características con Oserya, pero varía en algunos aspectos clave. Las venas de las hojas son dicotómicas o subdicotómicas, dividiéndose todas o la mayoría en dos. También tiene entre uno y tres estambres (en lugar de uno), y sus cápsulas de semillas tienen seis nervaduras (en lugar de diez).
Las especies del género son plantas anuales o perennes y pequeñas hierbas. Tienen raíces planas que crecen a lo largo de la superficie. Los tallos crecen de lado desde las raíces, con hojas dispuestas en lados opuestos del tallo en un patrón alterno. El tallo de la hoja tiene una sección transversal circular o plana.
Las flores son bilateralmente simétricas y hermafroditas. Cada flor está sostenida por un pedicelo y está cubierta por una estructura en forma de saco con forma de maza. Los pétalos y sépalos son indistinguibles y hay de 2 a 4 en una flor. Hay de 1 a 3 estambres por flor, que tienen anteras conectadas al filamento en su base. Cada cápsula de semillas tiene un promedio de 32 semillas, pero puede haber entre 0 y 85 en cada extremo.
Hay varias formas de distinguir N. longiflora de N. coulteriana. El primero es más grande, con hojas más largas pero pétalos más cortos. El tallo de la hoja de N. longiflora es de sección transversal circular y tiene espinas visibles, mientras que en N. coulteriana es aplanado y no tiene espinas.

## Ecología
Cuando las semillas de N. coulteriana se humedecen, segregan una sustancia mucosa pegajosa antes de germinar. Requieren una intensa luz roja para germinar, pero la luz roja extrema los inhibe. Las semillas no pueden permanecer inactivas y permanecer viables durante menos de seis meses, pero tienen una alta tasa de germinación. Este estilo de reproducción es diferente al de otras especies mexicanas de la familia, como Marathrum foeniculaceum, M. plumosum y Tristicha trifaria. Debido a la creciente contaminación en los ríos, una mayor parte de la luz que reciben las plantas es luz roja lejana, lo que podría reducir la germinación de la especie.